# Ибрахимабад (Альборз)
Ибрахимабад (перс. ابراهیم‌آباد‎) — село на севере Ирана, в остане Альборз. Входит в состав шахрестана Саводжболаг. Является частью дехестана (сельского округа) Рамджин бахша Чехарбаг.

## География
Село находится в южной части Альборза, к югу от хребта Эльбурс, на расстоянии приблизительно 11 километров к западу от Кереджа, административного центра провинции. Абсолютная высота — 1276 метров над уровнем моря.

## Население
По данным переписи 2006 года население села составляло 473 человека (246 мужчины и 227 женщины). В Ибрахимабаде насчитывалось 262 семьи. Уровень грамотности населения составлял 71,04 %. Уровень грамотности среди мужчин составлял 73,58 %, среди женщин — 68,28 %.